# Абдулкадер Каміл Могамед
Абдулкадер Каміл Могамед (араб. عبد القادر كمال محمد) (нар. 1951) — джибутійський політик, чинний глава уряду країни з 2013 року. З 2005 до 2011 року обіймав посаду міністра сільського господарства, а потім — до 2013 — міністра оборони.